# 佐佐木站 (石川縣)
佐佐木站（日语：／ Sasaki eki */?）是位於石川縣小松市佐佐木町，北陸鐵道小松線的鐵路車站（廢站）。

## 概要
車站鄰近小松市立女子高校（當時）和小松商業高校，因此較多學生使用該站。上下車人次僅次於小松站。在1979年，當年的上下車人次為平均每日200人。

## 歷史
- 1929年（昭和4年）5月15日：白山電氣鐵道車站啟用[2]。
- 1937年（昭和12年）11月4日：公司改名為小松電氣鐵道。
- 1945年（昭和20年）7月20日：小松電氣鐵道把業務轉讓給北陸鐵道，成為北陸鐵道小松線車站。
- 1986年（昭和61年）6月1日：小松線全線廢除，此站也被廢除[2]。

## 車站構造
此站是無人車站，設有1面1線的單式月台。月台在國道360號（南邊）和小松市道（北邊）之間。月台在路軌的北邊。

## 現狀
在廢站後，小松市道和國道360號一體化，把國道360號擴寬為四線道路。

## 相鄰車站
北陸鐵道
小松線
加賀八幡－佐佐木－輕海

## 注腳
1. ↑  RM LIBRARY 212 北陸鉄道小松線（寺田裕一・著　NEKO PUBLISHING　2020年4月1日初版）p.39
2. 1 2  今尾惠介《日本鐵道旅行地圖帳》6號 北信越（新潮社、2008年）p.28
3. ↑  鐵道雜誌（日语：鉄道ジャーナル） 2017年10月號 p.154（從相片可確認）

## 相關項目
- 日本鐵路車站列表 Sa